# كارل كريستيان برينر
كارل كريستيان برينر (بالإنجليزية: Carl Christian Brenner) هو رسام أمريكي، ولد في 1838 في لاوترإكن في ألمانيا، وتوفي في 1888 في لويفيل في الولايات المتحدة.